# Jaschin-Trophäe
Die Jaschin-Trophäe (französisch Trophée Yachine, englisch Yashin Trophy), auch Yashin-Trophäe, ist eine Auszeichnung der französischen Fußball-Fachzeitschrift France Football, mit der seit 2019 der „Welttorhüter des Jahres“ geehrt wird. Sie wird gemeinsam mit dem Ballon d’Or, Ballon d’Or féminin, der Kopa-Trophäe sowie Gerd-Müller-Trophäe vergeben und ist nach Lew Jaschin benannt, der 1963 als bisher einziger Torhüter den Ballon d’Or gewinnen konnte. Neben dem IFFHS-Welttorhüter des Jahres (seit 1987) und FIFA-Welttorhüter des Jahres (seit 2017) ist die Jaschin-Trophäe der dritte relevante Preis dieser Art. Der Bewertungszeitraum war bei den ersten beiden Vergaben das Kalenderjahr, seit 2022 ist die abgelaufene europäische Fußballsaison maßgeblich.

## Wahl
Die Redaktion von France Football erstellt eine Liste von 10 Torhütern, die zur Wahl stehen. Wahlberechtigt war bis 2021 je ein Fachjournalist aus jedem Land. Diese vergaben an drei Torhütern eine Punktzahl von 5, 3, oder 1. Der Gewinner ist der Torhüter mit den meisten Punkten; bei einem Gleichstand gewinnt derjenige, der häufiger auf den 1. Platz gesetzt wurde.
Nach Kritik an der Vergabe des Ballon d’Or 2021 wurde u. a. der Bewertungszeitraum der Auszeichnungen vom Kalenderjahr auf die abgelaufene europäische Fußballsaison geändert. Wahlberechtigt ist nun je ein Journalist pro Land der Top-100 der FIFA-Weltrangliste. Das Punktesystem blieb unverändert.

## Gewinner

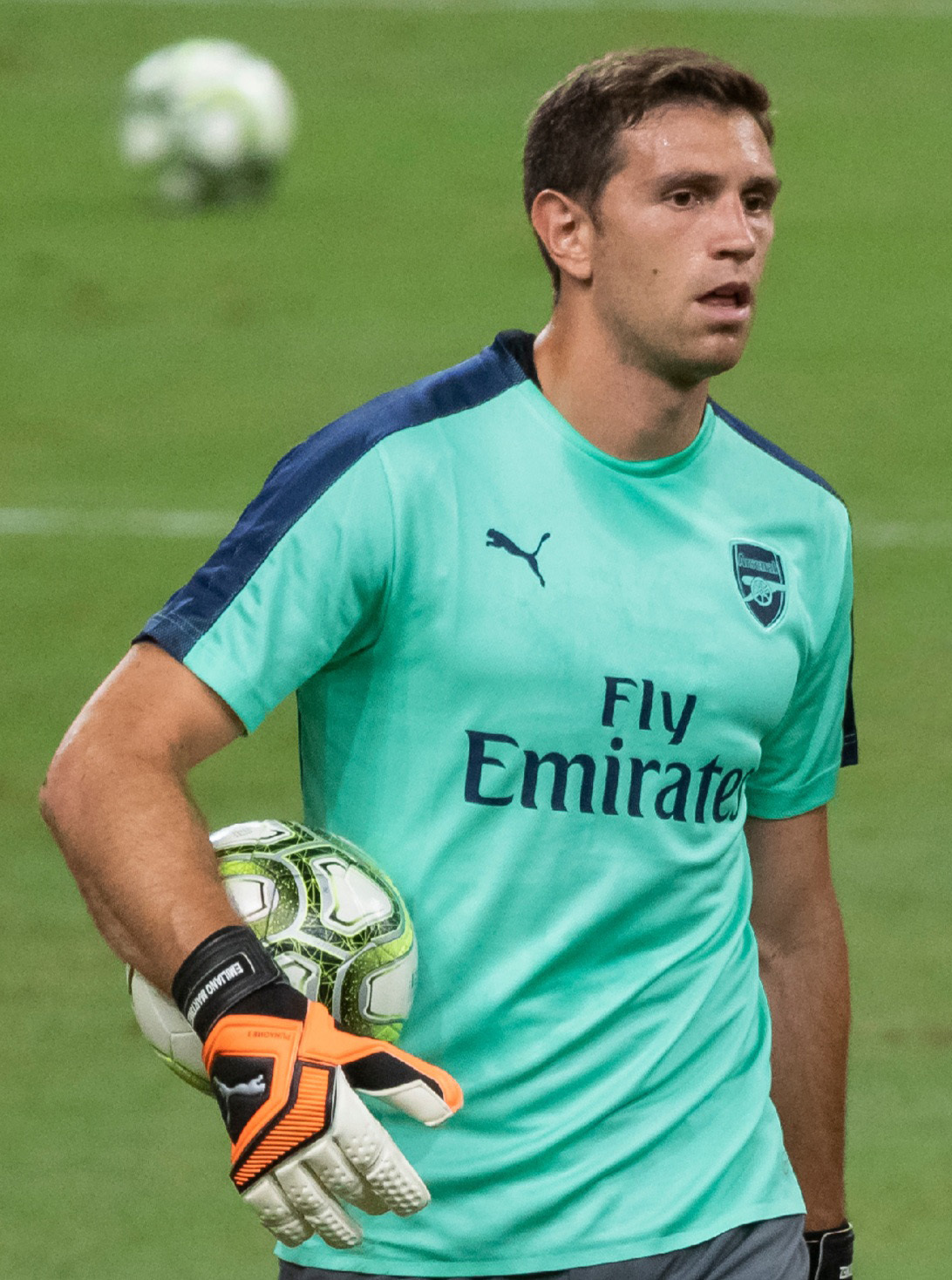
Emiliano Martínez ist der Rekordgewinner der Jaschin-Trophäe

- Alter: Alter des Gewinners am Tag der Verleihung
- Verein: Verein, für den der ausgezeichnete Torhüter im Bewertungszeitraum (bis 2021: Kalenderjahr, seit 2022: vorherige europäische Saison) aktiv war. Wenn ein Torhüter während des Bewertungszeitraums den Verein gewechselt hat, wird der abgebende Verein an erster Position genannt
- Zweiter und Dritter: Torhüter, die auf den nächsten beiden Rängen folgten
- Gelb markierte Torhüter wurden im selben Jahr IFFHS-Welttorhüter des Jahres
- Grün markierte Torhüter wurden im selben Jahr FIFA-Welttorhüter des Jahres

| Jahr | Name                                                         | Land                                                         | Alter                                                        | Verein                                                       | Zweiter                                                      | Dritter                                                      |
| ---- | ------------------------------------------------------------ | ------------------------------------------------------------ | ------------------------------------------------------------ | ------------------------------------------------------------ | ------------------------------------------------------------ | ------------------------------------------------------------ |
| 2019 | Alisson                                                      | Brasilien                                                    | 27                                                           | FC Liverpool                                                 | Marc-André ter Stegen                                        | Ederson                                                      |
| 2020 | nicht vergeben, stattdessen Wahl des Ballon d’Or Dream Teams | nicht vergeben, stattdessen Wahl des Ballon d’Or Dream Teams | nicht vergeben, stattdessen Wahl des Ballon d’Or Dream Teams | nicht vergeben, stattdessen Wahl des Ballon d’Or Dream Teams | nicht vergeben, stattdessen Wahl des Ballon d’Or Dream Teams | nicht vergeben, stattdessen Wahl des Ballon d’Or Dream Teams |
| 2021 | Gianluigi Donnarumma                                         | Italien                                                      | 22                                                           | AC Mailand Paris Saint-Germain                               | Édouard Mendy                                                | Jan Oblak                                                    |
| 2022 | Thibaut Courtois                                             | Belgien                                                      | 30                                                           | Real Madrid                                                  | Alisson                                                      | Ederson                                                      |
| 2023 | Emiliano Martínez                                            | Argentinien                                                  | 31                                                           | Aston Villa                                                  | Ederson                                                      | Bono                                                         |
| 2024 | Emiliano Martínez (2)                                        | Argentinien (2)                                              | 32                                                           | Aston Villa (2)                                              | Unai Simón                                                   | Andrij Lunin                                                 |